# Heterociklično jedinjenje
Heterociklično jedinjenje je ciklično jedinjenje čiji atomi prstena nisu svi od istog elementa. Suprotno od heterocikličnih jedinjenja su homociklična jedinjenja, čiji prsteni sadrži samo jedan element.
Mada heterociklična jedinjenja mogu da budu neorganska, većina sadrži bar jedan atom ugljenika, i jedan ili više atoma drugih elemenata u prstenu, kao što su sumpor, kiseonik ili azot. Pošto se u organskoj hemiji drugi atomi obično smatraju zamenama ugljenika, oni se nazivaju heteroatomima, u smislu da su 'različiti od ugljenika i vodonika'. IUPAC preporučuje Hantzsch-Vidmanovu nomenklaturu za imenovanje heterocikličnih jedinjenja.
Heterociklična hemija je grana hemije koja se bavi sintezom, osobinama, i primenom heterocikličnih jedinjenja.

## Klasifikacija bazirana na elektronskoj strukturi
Heterociklična jedinjenja se mogu podeliti na osnovu njihove elektronske strukture. Zasićena heterociklična jedinjenja se ponašaju slično acikličnim derivatima. Piperidin i tetrahidrofuran su konvencionalni amini i etri, sa modifikovanim steričkim profilima. Studije u heterocikličnoj hemiji se stoga fokusiraju prvenstveno na nezasićene derivate, i najveći deo rada i primene se bavi nenapregnutim 5- i 6-članim prstenima. To obuhvata piridin, tiofen, pirol, i furan. Druga velika klasa heterocikličnih jedinjenja su prsteni spojeni sa benzenom, koji su za piridin, tiofen, pirol, i furan hinolin, benzotiofen, indol, i benzofuran, respektivno. Spajanjem dva benzenova prstena nastaje treća velika klasa jedinjenja, respektivno akridin, dibenzotiofen, karbazol, i dibenzofuran. Nezasićeni prsteni se mogu klasifikovati na osnovu participacije heteroatoma u pi-sistemu.

## Spoljašnje veze
- Hantzsch-Vidmanova nomenklatura,
- Heterociklični amini u sušenom mesu
- Lista poznatih i mogućih karcinogena Архивирано на веб-сајту  (13. децембар 2003)